# Wijgmaal

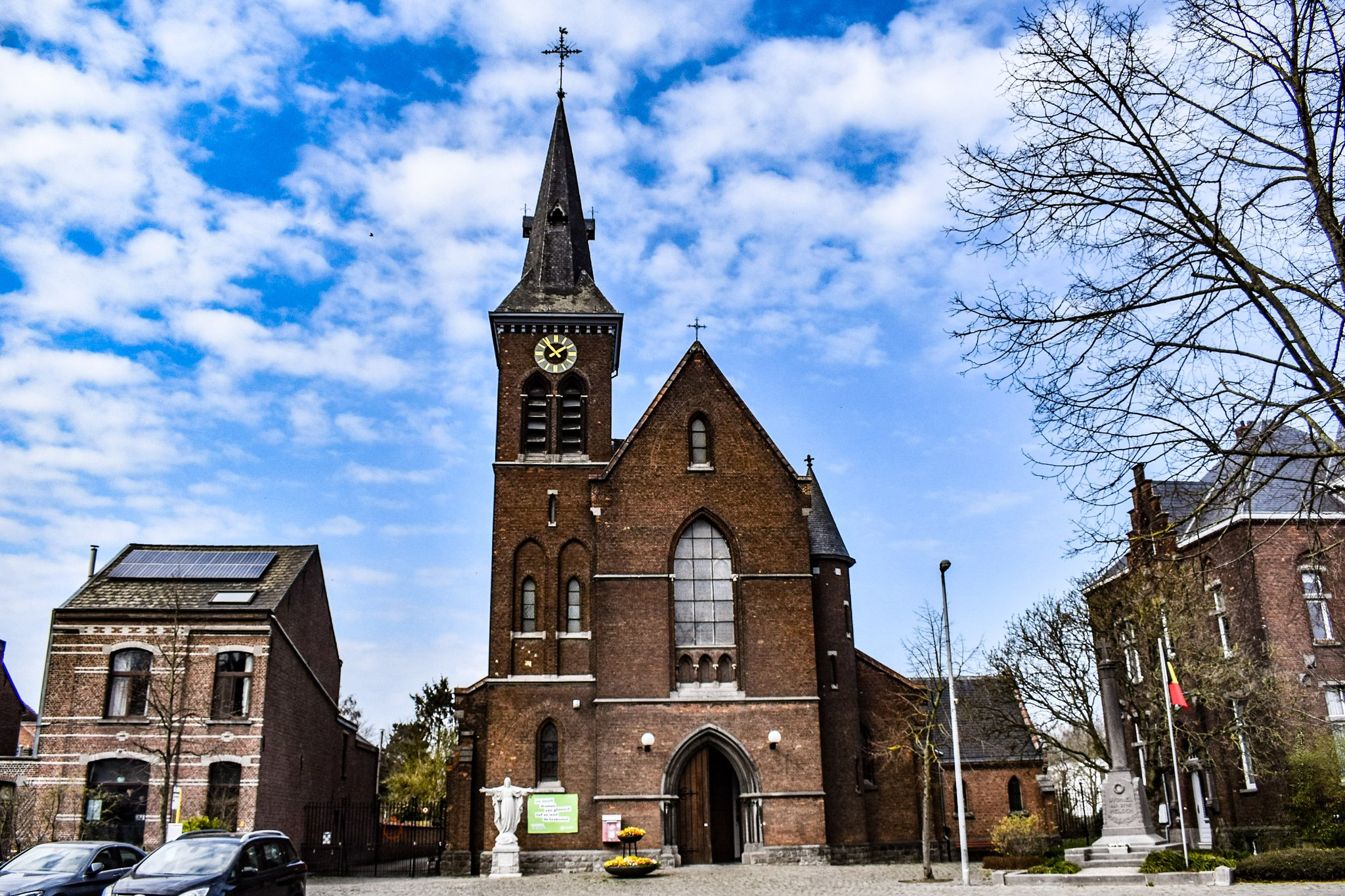
De Sint-Hadrianuskerk.

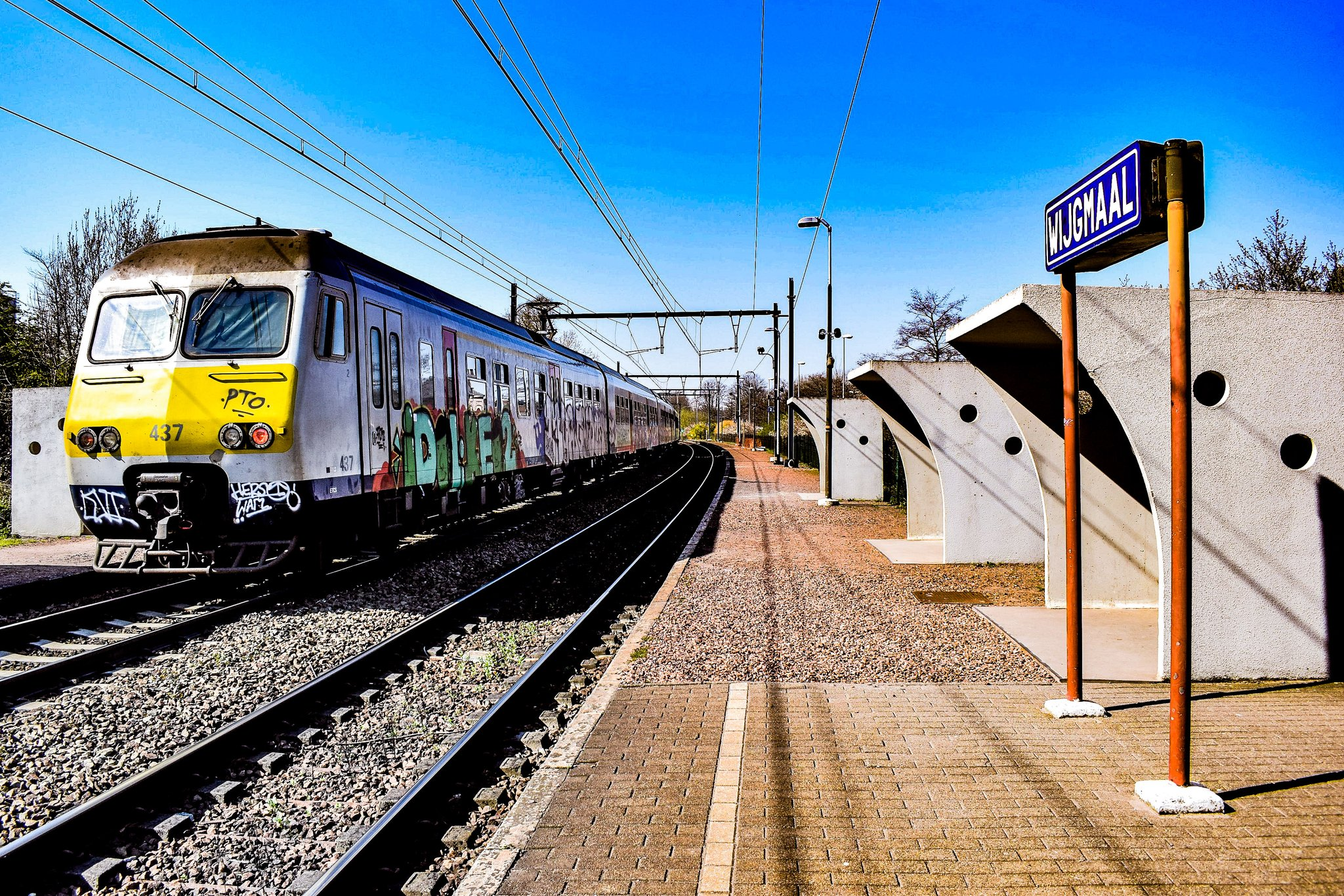
De trein richting Sint-Niklaas vertrekt vanuit het station Wijgmaal.

Wijgmaal is een dorp in het noorden van het grondgebied van de stad Leuven in de Belgische provincie Vlaams-Brabant. Bij de gemeentelijke herindeling van 1977 werd Wijgmaal door Herent aan Leuven afgestaan. Alhoewel het nooit een eigen gemeente is geweest, wordt Wijgmaal toch vaak genoemd als vijfde deelgemeente van Leuven en heeft het een eigen postnummer. In 2019 telde Wijgmaal 3802 inwoners en de oppervlakte bedraagt 4,59 km².

## Toponymie
De naam van het gehucht gaat zeker terug tot de 14e eeuw, toen er sprake was van Wicmale. De naam van de woonkern evolueerde naar Wygmael, wat in de moderne spelling uiteindelijk Wijgmaal werd.
Men dient Wijgmaal niet te verwarren met Wijchmaal, een deelgemeente van Peer in de Belgische provincie Limburg.

## Geschiedenis

### Wijgmalenhoek
Vanaf de 14de eeuw tot in 1897 stonden er watermolens in de Wijgmalenhoek. Een perkament van Jan van Wicmale van 1374 bevestigt dat de adellijke familie van Wicmale de molens uitbaatte. De molens bleven werken onder opeenvolgende molenaars en eigenaars, waaronder de stad Leuven. Vanuit alle richtingen kwamen de boeren met hun granen en oliezaden naar deze uithoek langs de Dijle: de Wijgmalenhoek. Maar er was in deze uithoek meer dan een watermolen, de Wijgmalenhoek staat op de oudste kaarten vermeld met zijn sluis, zijn watermolens en zijn kapel. Later werd de plaats op de kaarten aangeduid als ‘Les Usines Remy’. Hier baatte Edouard Remy zijn eerste graanmolen uit en bouwde hij zijn eerste rijststijfselfabriek Remy.
De zandsteen, nodig om het Leuvense Stadhuis en de Sint-Pieterskerk te bouwen, werd met ‘Dijlepleiten’, ondiepe schepen, over de Dijle aangevoerd. Zij passeerden meerdere sluizen; de laatste was die van Wijgmaal. De oude watermolen had twee raderen en stond dwars over de Dijle. Het ene rad op de linkeroever dreef de olieslagmolen aan, het andere rad op de rechteroever gaf kracht aan de graanmolen. 

### Remy Fabrieken
Edouard Remy kocht in 1855 samen met Felix Remy graan- en olieslagmolens om de Remyfabriek op te starten. Er werkten toen drie arbeiders in de molens. In de Wijgmalenhoek stonden er toen maar 54 huizen en het kleine dorp had ongeveer 350 inwoners. De eerste fabrieken van Remy aan de Dijle lagen deels op het grondgebied van Herent en deels op dat van Wilsele. Later stond Wilsele het stuk grond van 3,80 ha af aan de gemeente Herent, maar sinds de fusie in 1977 is het stuk grond van de stad Leuven. De fabrieken van Remy liggen langs de Leuvense vaart.

### Ymeria
De Ymeria-lokalen werden ter beschikking gesteld aan onder andere de Chirojeugd, opgericht na de Tweede Wereldoorlog. Zij beschikten er over enkele lokalen en een speelplaats achter een muur met ronde bogen. Die ronde bogen symboliseerden de vele ronde vensters van de oude fabriek. Ook Olympia Wijgmaal, de door de fabrieken gesteunde voetbalploeg, beschikte er over kleedkamers en douches, uitgerust met warm water en Franse toiletten met stromend water van de fabrieksbron. Achteraan was er een ruime turnzaal, opgebouwd rond een metalen skelet en badend in het licht door het vele glaswerk. Bij slecht weer werd de nu verdwenen inkom gebruikt als binnenspeelplaats. Net zoals de latere feestzaal Foyer berustte dit gebouw op een ontwerp van architect Jean de Ligne. De overige delen van Ymeria werden neergehaald en de stad Leuven bouwde er omstreeks 1980 een nieuw, modern sportcomplex. Het Ymeria Stadion ligt nu in dat sportcomplex.
Bij de gemeentelijke herindeling van 1977 werd Wijgmaal door Herent aan Leuven afgestaan.

## Demografie
In januari 2019 telde Wijgmaal zo'n 3802 inwoners verdeeld over een oppervlakte van 4,59 km². 96,7% van de inwoners is Belg en 3,3% heeft een niet-Belgische nationaliteit. Van geboorte is 87,1% van de inwoners Belg en de overige 12,9% buitenlands. In de leeftijdsopbouw is 24,4% tussen 0 en 17 jaar, 56,4% is tussen 18 en 64 jaar en ten slotte is 19,2% 65 jaar of ouder.

## Bezienswaardigheden
- De Remyfabrieken (opgericht in 1855 door Edouard Remy en een van 's werelds grootste producenten van rijstzetmelen, gelegen langs de Leuvense Vaart)
- De Sint-Hadrianuskerk (parochiekerk gewijd aan de heilige Adrianus, gebouwd in 1875)
- Het Château Denis
- Het Ymeria Stadion (een voetbalstadion, thuisbasis van Olympia SC Wijgmaal)
- Het Ymeria Complex (sportcomplex, complex waar het Ymeria Stadion gelegen is
- De Ymeriaplataan: een geklasseerde bundelboom van gewone plataan met een monumentale omvang (omtrek van 920 cm in 2013).[2]
- Het station Wijgmaal (treinstation beheerd door de NMBS, ligt op spoorlijn 53)

## Natuur en landschap
Wijgmaal ligt aan het Kanaal Leuven-Dijle en aan de Dijle. De hoogte bedraagt ongeveer 20 meter. Het belangrijkste natuurgebied is het Wijgmaalbroek, een natuurreservaat in de alluviale vlakte van de Dijle, beheerd door Natuurpunt.

## Sport

#### Sportclubs
- Olympia SC Wijgmaal is een voetbalclub die in het Ymeria Stadion speelt, gelegen in Wijgmaal.
- Volleybalclub Berg-Op Wijgmaal is een provinciale volleybalclub in Wijgmaal.
- Remy Boys Wijgmaal is een recreatieve voetbalclub opgericht in 1968 door arbeiders van de Remyfabriek.

#### Sportaccommodatie
- Ymeria Complex (multifunctioneel sportcomplex met voetbalvelden en een sportzaal)
- Ymeria Stadion (thuisbasis van Olympia SC Wijgmaal)

## Evenementen
De Wijgmaalse Feesten vinden ieder jaar in de maand mei plaats in Wijgmaal. De feesten duren drie dagen. Tijdens dit evenement worden er sportieve activiteiten georganiseerd, zoals een dorpelingenkoers en een stratenloop, maar ook enkele muzikale optredens.
In 2016, 2017 en 2018 vond met steun van Kom op voor je Wijk het huiskamerfestival Doremy plaats, waarbij lokale artiesten optraden in Wijgmaalse huiskamers. In 2019 werd dit omgevormd tot Dorpsklap, waarbij naast muziek ook kennis en verhalen werden gedeeld in diverse huiskamers.

## Nabijgelegen kernen
Putkapel, Rotselaar, Wakkerzeel, Kessel-Lo, Wilsele, Herent

## Bekende Wijgmalenaars
- Jeanne Dormaels (verzetsstrijdster tijdens de Tweede Wereldoorlog)
- Stan Van Samang (acteur en zanger, winnaar van Steracteur Sterartiest)
- Gloria Monserez (Ketnet-wrapster en lid van de KetnetBand)
- Koen Monserez (acteur en regisseur)
- Luka Cruysberghs (zangeres)
- Mandela Keita (voetballer)
- Ronny Mosuse (zanger)